# Vuelta a Costa Rica 2017
La 53.ª edición de la competición ciclista Vuelta a Costa Rica (oficialmente: Vuelta Internacional a Costa Rica 2017) se corrió entre el 18 al 27 de diciembre de 2017, e inició en la ciudad de Alajuela en la provincia del mismo nombre y terminó en la ciudad de Desamparados en la provincia de San José. Su recorrido fue de 10 etapas sobre una distancia total de 1303,3 km.
La carrera forma parte del UCI America Tour 2018 bajo la categoría 2.2 y fue la tercera competición de este Circuito Continental UCI para la temporada 2018.
El ganador fue el ciclista costarricense Juan Carlos Rojas del equipo Extralum-Frijoles Los Tierniticos, quién con esta victoria se consolidó, aún más, como máximo ganador del giro tico al obtener su sexta corona.

## Escándalo por Dopaje
El 31 de enero de 2018, la UCI notificó la suspensión provisional al ganador de la prueba, el ciclista Juan Carlos Rojas y 11 ciclistas costarricenses más tras haber dado positivo en las pruebas antidopaje realizadas por la UCI en la quinta etapa de la prueba. Además de Juan Carlos Rojas, en la lista aparece su hermano César y ciclistas como Jason Huertas, José Irías, Gabriel Marín, José Alexis Rodríguez y Leandro Varela, todos compañeros de equipo.

## Sanciones
La Unión Ciclista Internacional le ha comunicado a la Federación Costarricense de Ciclismo las sanciones que le han asignado a cada uno de los ciclistas.
| Ciclista           | Sanción |
| ------------------ | ------- |
| Cesar Rojas        | 8 años  |
| Leandro Varela     | 4 años  |
| José Alexis Rojas  | 4 años  |
| Vladimir Fernández | 4 años  |
| Melvin Mora        | 4 años  |
| Kevin Murillo      | 4 años  |
| Jordy Sandoval     | 4 años  |
| Jeancarlo Padilla  | 4 años  |
| Juan Carlos Rojas  | 8 años  |
| Jason Huertas      | 4 años  |
| José Irías         | 4 años  |
| Gabriel Marin      | 4 años  |

## Equipos participantes
Tomaron la partida un total de 15 equipos, 10 fueron nacionales y 5 extranjeros, quienes conformaron un pelotón de 102 ciclistas, de los cuales terminaron 78.
| Equipos continentales (3)- Bicicletas Strongman - Canel's-Specialized - GW Shimano Equipo nacional- Rusia Equipos regionales y de clubes (11)- Múltiples Corella - El Lagar Lufese - Cable Pacayas Ciclos Corea - Team Costafrut Roes BH Vagar - Scott TeleUno - BCT-Santa Ana-Ficenca - El Colono - Parabrisas Morales - Nestlé 7C CBZ Giant - Extralum-Frijoles Los Tierniticos - Esparza Training-Café del Valle |
| |

## Etapas
| Etapa      | Fecha     | Recorrido                              | type                   | Distancia (km) | Ganador          | Líder            |
| ---------- | --------- | -------------------------------------- | ---------------------- | -------------- | ---------------- | ---------------- |
| 1.ª etapa  | 18 de dic | Alajuela – Cañas                       | etapa de media montaña | 147,94         | Efrén Santos     | Efrén Santos     |
| 2.ª etapa  | 19 de dic | Cañas – La Cruz                        | etapa escarpada        | 105,78         | José Vega        | Melvin Mora      |
| 3.ª etapa  | 20 de dic | La Cruz – Nicoya                       | etapa escarpada        | 183            | Kristopher Vega  | Paulo Vargas     |
| 4.ª etapa  | 21 de dic | Nicoya – Alajuela                      | etapa de media montaña | 193,9          | Walter Pedraza   | Efrén Santos     |
| 5.ª etapa  | 22 de dic | Palomo – Paraíso                       | cronoescalada          | 19,64          | Román Villalobos | Román Villalobos |
| 6.ª etapa  | 23 de dic | San Antonio – Limón                    | etapa de media montaña | 174            | Wilson Cardona   | Román Villalobos |
| 7.ª etapa  | 24 de dic | Limón – Tucurrique                     | etapa escarpada        | 117,1          | Román Villalobos | Román Villalobos |
| 8.ª etapa  | 25 de dic | Heredia – Heredia                      | etapa llana            | 99,53          | Eduardo Corte    | Román Villalobos |
| 9.ª etapa  | 26 de dic | San José – Cantón de Pérez Zeledón     | etapa de montaña       | 126,83         | Efrén Santos     | Román Villalobos |
| 10.ª etapa | 27 de dic | Cantón de Pérez Zeledón – Desamparados | etapa de montaña       | 134,8          | Román Villalobos | Román Villalobos |

Notas:
Debido a las sanciones por violación a las reglas antidopaje (ADRV), los resultados de las etapas cambiaron de la siguiente manera:
- La etapa 4 inicialmente ganada por el ciclista Vladimir Fernández le fue retirada en favor del ciclista colombiano Walter Pedraza
- La etapa 5 inicialmente ganada por el ciclista Juan Carlos Rojas le fue retirada en favor del ciclista costarricense Román Villalobos
- La etapa 9 inicialmente ganada por el ciclista César Rojas le fue retirada en favor del ciclista mexicano Efrén Santos
- La etapa 10 inicialmente ganada por el ciclista Juan Carlos Rojas le fue retirada en favor del ciclista costarricense Román Villalobos
- Así mismo el liderato mantenido por el ciclista Juan Carlos Rojas en las etapas 5, 6, 7, 8 y 10 y por César Rojas en la etapa 9 quedó en cabeza del ciclista Román Villalobos

## Clasificaciones
Las clasificaciones finalizaron de la siguiente forma:

### Clasificación general
| \| Clasificación general \| Clasificación general \| Clasificación general \| Clasificación general \| Clasificación general \| \| Ciclista \| Ciclista \| Equipo \| Tiempo \| \| \| --------------------- \| --------------------- \| ------------------------------- \| --------------------- \| --------------------- \| \| 1.º \| Román Villalobos \| LA Aluminios-Metalusa-BlackJack \| 32 h 48 min 53 s \| \| \| 2.º \| Efrén Santos \| \| + 7 min 18 s \| \| \| 3.º \| Joseph Chavarría \| Nestlé 7C CBZ Giant \| + 9 min 50 s \| \| \| 4.º \| Walter Pedraza \| GW Shimano \| + 10 min 55 s \| \| \| 5.º \| Aristóbulo Cala \| Bicicletas Strongman \| + 12 min 07 s \| \| \| 6.º \| Isaac Morera \| Múltiples Corella \| + 18 min 29 s \| \| \| 7.º \| Eduardo Corte \| Canel's-Specialized \| + 20 min 05 s \| \| \| 8.º \| Yeison Reyes \| GW Shimano \| + 23 min 19 s \| \| \| 9.º \| Daniel Bonilla \| Scotiabank-Nestlé-Métrica-Giant \| + 24 min 18 s \| \| \| 10.º \| Brian Salas \| Nestlé 7C CBZ Giant \| + 26 min 05 s \| \| |                  |                                 |                  |
| |                  |                                 |                  |
| |                  |                                 |                  |
| Clasificación general |                  |                                 |                  |
| Ciclista | Ciclista         | Equipo                          | Tiempo           |
| 1.º | Román Villalobos | LA Aluminios-Metalusa-BlackJack | 32 h 48 min 53 s |
| 2.º | Efrén Santos     |                                 | + 7 min 18 s     |
| 3.º | Joseph Chavarría | Nestlé 7C CBZ Giant             | + 9 min 50 s     |
| 4.º | Walter Pedraza   | GW Shimano                      | + 10 min 55 s    |
| 5.º | Aristóbulo Cala  | Bicicletas Strongman            | + 12 min 07 s    |
| 6.º | Isaac Morera     | Múltiples Corella               | + 18 min 29 s    |
| 7.º | Eduardo Corte    | Canel's-Specialized             | + 20 min 05 s    |
| 8.º | Yeison Reyes     | GW Shimano                      | + 23 min 19 s    |
| 9.º | Daniel Bonilla   | Scotiabank-Nestlé-Métrica-Giant | + 24 min 18 s    |
| 10.º | Brian Salas      | Nestlé 7C CBZ Giant             | + 26 min 05 s    |

Nota: Posiciones reajustadas, tras la cancelación de los resultados obtenidos por los ciclistas: Juan Carlos Rojas (1.º), César Rojas (3.º), Vladimir Fernández (5.º) y Leandro Varela (9.º) por las sanciones impuestas por la UCI por violación a las reglas antidopaje

### Clasificación por puntos
| Clasificación por puntos | Clasificación por puntos | Clasificación por puntos        | Clasificación por puntos | Clasificación por puntos |
| Ciclista                 | Ciclista                 | Equipo                          | Puntos                   |                          |
| ------------------------ | ------------------------ | ------------------------------- | ------------------------ | ------------------------ |
| 1.º                      | Efrén Santos             |                                 | 115 pts                  |                          |
| 2.º                      | Román Villalobos         | LA Aluminios-Metalusa-BlackJack | 113 pts                  |                          |
| 3.º                      | William Muñoz            | Bicicletas Strongman            | 88 pts                   |                          |
| 4.º                      | Eduardo Corte            | Canel's-Specialized             | 70 pts                   |                          |
| 5.º                      | Walter Pedraza           | GW Shimano                      | 61 pts                   |                          |

Nota: Posiciones reajustadas, tras la cancelación de los resultados obtenidos por los ciclistas: Juan Carlos Rojas (3.º), César Rojas (5.º) y Vladimir Fernández (6.º) por las sanciones impuestas por la UCI por violación a las reglas antidopaje

### Clasificación de la montaña
| Clasificación de la montaña | Clasificación de la montaña | Clasificación de la montaña     | Clasificación de la montaña | Clasificación de la montaña |
| Ciclista                    | Ciclista                    | Equipo                          | Puntos                      |                             |
| --------------------------- | --------------------------- | ------------------------------- | --------------------------- | --------------------------- |
| 1.º                         | Efrén Santos                |                                 | 54 pts                      |                             |
| 2.º                         | Román Villalobos            | LA Aluminios-Metalusa-BlackJack | 48 pts                      |                             |
| 3.º                         | Brian Salas                 | Nestlé 7C CBZ Giant             | 26 pts                      |                             |
| 4.º                         | Joseph Chavarría            | Nestlé 7C CBZ Giant             | 16 pts                      |                             |
| 5.º                         | William Muñoz               | Bicicletas Strongman            | 12 pts                      |                             |

Nota: Posiciones reajustadas, tras la cancelación de los resultados obtenidos por los ciclistas: Juan Carlos Rojas (3.º) y César Rojas (5.º) por las sanciones impuestas por la UCI por violación a las reglas antidopaje

### Clasificación de las metas volantes
| Clasificación de las metas volantes | Clasificación de las metas volantes | Clasificación de las metas volantes | Clasificación de las metas volantes | Clasificación de las metas volantes |
| Ciclista                            | Ciclista                            | Equipo                              | Puntos                              |                                     |
| ----------------------------------- | ----------------------------------- | ----------------------------------- | ----------------------------------- | ----------------------------------- |
| 1.º                                 | William Muñoz                       | Bicicletas Strongman                | 34 pts                              |                                     |
| 2.º                                 | Gabriel Marín                       | Extralum-Frijoles Los Tierniticos   | 32 pts                              |                                     |
| 3.º                                 | Eddier Godínez                      | El Lagar Lufese                     | 13 pts                              |                                     |
| 4.º                                 | Eduardo Corte                       | Canel's-Specialized                 | 10 pts                              |                                     |
| 5.º                                 | Efrén Santos                        |                                     | 8 pts                               |                                     |

Nota: El tercer clasificado (Gabriel Marín) se encuentra en proceso por la presunta violación a las reglas antidopaje, por lo que las posiciones de esta clasificación podrían variar

### Clasificación sub-23
| Clasificación sub-23 | Clasificación sub-23   | Clasificación sub-23         | Clasificación sub-23 | Clasificación sub-23 |
| Ciclista             | Ciclista               | Equipo                       | Tiempo               |                      |
| -------------------- | ---------------------- | ---------------------------- | -------------------- | -------------------- |
| 1.º                  | Yeison Reyes           | GW Shimano                   | 33 h 12 min 12 s     |                      |
| 2.º                  | Jonathan Cañaveral     | Bicicletas Strongman         | + 40 min 57 s        |                      |
| 3.º                  | Sebastián Moya Ramírez | Team Costafrut Roes BH Vagar | + 59 min 31 s        |                      |
| 4.º                  | Franklin Loaiza        |                              | + 1 h 05 min 27 s    |                      |
| 5.º                  | Wilson Cardona         | GW Shimano                   | + 1 h 17 min 10 s    |                      |

Nota: Posiciones reajustadas, tras la cancelación de los resultados obtenidos por los ciclistas: Leandro Varela (1.º) y José Alexis Rodríguez (5.º) por las sanciones impuestas por la UCI por violación a las reglas antidopaje

### Clasificación por equipos
| Clasificación por equipos | Clasificación por equipos         | Clasificación por equipos | Clasificación por equipos |
| Equipo                    | Equipo                            | Tiempo                    |                           |
| ------------------------- | --------------------------------- | ------------------------- | ------------------------- |
| 1.º                       | Extralum-Frijoles Los Tierniticos | 98 h 39 min 22 s          |                           |
| 2.º                       | Nestlé 7C CBZ Giant               | + 5 min 47 s              |                           |
| 3.º                       | GW Shimano                        | + 53 min 46 s             |                           |
| 4.º                       | Múltiples Corella                 | + 54 min 10 s             |                           |
| 5.º                       | Bicicletas Strongman              | + 55 min 30 s             |                           |

## Evolución de las clasificaciones
| Etapa                   | Ganador de etapa                   | Clasificación general              | Clasificación de los puntos | Clasificación de la montaña | Clasificación de las metas volantes | Clasificación sub-23        | Clasificación por equipos         |
| ----------------------- | ---------------------------------- | ---------------------------------- | --------------------------- | --------------------------- | ----------------------------------- | --------------------------- | --------------------------------- |
| 1.ª                     | Efrén Santos                       | Efrén Santos                       | Efrén Santos                | Efrén Santos                | Efrén Santos                        | Wilson Cardona              | Canel's-Specialized               |
| 2.ª                     | José Vega                          | Melvin Mora                        | Efrén Santos                | Eddier Godínez              | Eddier Godínez                      | José Santoyo                | Canel's-Specialized               |
| 3.ª                     | Kristopher Vega                    | Paulo Vargas                       | Efrén Santos                | Eddier Godínez              | Gabriel Marín                       | José Santoyo                | Canel's-Specialized               |
| 4.ª                     | Vladimir Fernández Walter Pedraza  | Efrén Santos                       | Efrén Santos                | Efrén Santos                | Gabriel Marín                       | Leandro Varela              | Nestlé 7C CBZ Giant               |
| 5.ª                     | Juan Carlos Rojas Román Villalobos | Juan Carlos Rojas                  | Efrén Santos                | Juan Carlos Rojas           | Gabriel Marín                       | Leandro Varela              | Nestlé 7C CBZ Giant               |
| 6.ª                     | Wilson Cardona                     | Juan Carlos Rojas                  | William Muñoz               | Juan Carlos Rojas           | Gabriel Marín                       | Leandro Varela              | Nestlé 7C CBZ Giant               |
| 7.ª                     | Román Villalobos                   | Juan Carlos Rojas                  | Román Villalobos            | Román Villalobos            | Gabriel Marín                       | Leandro Varela              | Nestlé 7C CBZ Giant               |
| 8.ª                     | Eduardo Corte                      | Juan Carlos Rojas                  | William Muñoz               | Román Villalobos            | William Muñoz                       | Leandro Varela              | Nestlé 7C CBZ Giant               |
| 9.ª                     | César Rojas Efrén Santos           | César Rojas                        | Efrén Santos                | Efrén Santos                | William Muñoz                       | Leandro Varela              | Nestlé 7C CBZ Giant               |
| 10.ª                    | Juan Carlos Rojas Román Villalobos | Juan Carlos Rojas                  | Efrén Santos                | Efrén Santos                | William Muñoz                       | Leandro Varela              | Extralum-Frijoles Los Tierniticos |
| Clasificaciones finales | Clasificaciones finales            | Juan Carlos Rojas Román Villalobos | Efrén Santos                | Efrén Santos                | William Muñoz                       | Leandro Varela Yeison Reyes | Extralum-Frijoles Los Tierniticos |